# Денікінський режим в Україні
Денікінський режим в Україні — військова диктатура, встановлена генерал-лейтенантом А.Денікіним 1919 на більшій частині території України. Правління Денікінців тривало з 30 серпня 1919 по 16 грудня 1919 р.
Мети режиму стосовно України було визначено в декларації Денікіна «До населення Малоросії».

## Зовнішня і внутрішня політика
Загальні напрями внутрішньої політики Денікіна визначалися такими тезами та гаслами:
- «єдина та неподільна Росія»;
- «боротьба з більшовизмом до кінця»;
- «придушення будь-якої протидії владі — справа і зліва»;
- «питання про форму правління — справа майбутнього»;
- розробка законодавства (аграрного, робітничого і про земство);
- сприяння діяльності громадських організацій, які мають на меті «розвиток народного господарства і поліпшення економічних умов», та закриття організацій «протидержавної діяльності».

Зовнішньо-політичний курс був орієнтований на Антанту. Українське і радянське законодавство скасовувалося: замість законів діяли постанови, розпорядження та тимчасові правила нової влади.

## Тимчасове положення про громадянське правління
Згідно з «Тимчасовим положенням про громадянське правління» (березень 1919), захоплені українські землі поділялися на Київську, Харківську та Новоросійську області, на чолі яких було поставлено відповідно генералів А.Драгомирова, В.Май-Маєвського та М.Шиллінга. Останні мали право припиняти діяльність товариств і спілок, а також випуск періодичних видань, встановлювати правила внутрішнього розпорядку на фабриках і заводах, вдаватися до надзвичайних заходів, якщо того «вимагає охорона державного порядку». Їм підпорядковувалися губернатори, начальники повітів і волостей.

## Національна політика
Національна політика Денікіна була антиукраїнська. Український рух оголошено зрадницьким, назву «Україна» замінено на «Південь Росії» або «Малоросія». У зверненні «До населення Малоросії» від 25 серпня 1919 зазначалося, що відокремлення України від Росії — результат підступних дій німців (див. Австро-німецьких військ контроль над територією України 1918). С.Петлюра оголошувався німецьким ставлеником. Державною мовою визнавалася російська. Всі українські навчальні заклади й установи було ліквідовано, замість них засновано російські, закривалися українські газети, вилучалися з крамниць українські книги, розпочалися репресії проти національної інтелігенції. Пропагувалися антисемітизм, влаштовувались єврейські погроми.

## Правила про збирання врожаю 1919
Заяви А.Денікіна про підтримку дрібних та середніх господарств звелися до оголошення правил про збирання врожаю 1919. Згідно з ними, 1/3 хліба, 1/2 трав і 1/6 овочів, зібраних селянами, передавалися колишнім власникам земель. Додатково встановлювався спеціальний військовий податок у розмірі 5 пудів зерна з кожної десятини землі засіву. Широкого розповсюдження набули карні експедиції проти селянства. У відповідь розпочалися масові виступи селян, які значною мірою спричинилися до розвалу тилу Збройних сил Півдня Росії.
У ході контрнаступу (11 жовтня — 18 листопада 1919) Південного фронту Червоної армії (див.Радянська армія) денікінські війська зазнали поразки.